# تونی دالتون
آلوارو لوئیس برنات دالتون (انگلیسی: Álvaro Luis Bernat Dalton؛ زادهٔ ۱۳ فوریهٔ ۱۹۷۵) که به تونی دالتون مشهور است، یک هنرپیشه، و فیلم‌نامه‌نویس اهل تگزاس آمریکا است. او بیشتر در فیلم و سریال‌های مکزیکی ایفای نقش می‌کند. از مشهورترین آثارش می‌توان به نقش آفرینی‌اش در بهتره با ساول تماس بگیری در نقش لالو سالامانکا و بازی در سریال هاکای در نقش جک دوکین اشاره کرد. وی در فیلم سلاطین جنوب (۲۰۰۷) نیز ایفای نقش کرد.